# Viviparus acerosus
Viviparus acerosus é uma espécie de gastrópode da família Viviparidae.
Pode ser encontrada nos seguintes países: Áustria, Bulgária, Alemanha, Hungria, Roménia e Eslováquia.